# BBC World News
A BBC World News a brit BBC közszolgálati műsorszolgáltató nemzetközi sugárzású hírtelevíziócsatornája. A csatorna 1991-ben kezdte meg a sugárzást BBC World Service Television néven, majd 1995-ben nevezték át a jelenlegi nevére. Legnagyobb versenytársa az amerikai CNN International hírcsatorna. A BBC World News az Egyesült Királyságban nem fogható, ott a külön szerkesztőséggel és stúdióban működő BBC News testvércsatorna működik.
24 órás műsorán híradások, dokumentumfilmek, riportfilmek, magazinműsorok szerepelnek.
Az adás a BBC többi adásához hasonlóan 16:9-es képarányú SDTV formátumban készül, de a sugárzás már 4:3-as formátumra alakítva történik, ezért alul és felül fekete csík látható a képen. 

## Fordítás
Ez a szócikk részben vagy egészben  a   BBC World News című angol Wikipédia-szócikk fordításán alapul.  Az eredeti cikk szerkesztőit annak laptörténete sorolja fel. Ez a jelzés csupán a megfogalmazás eredetét és a szerzői jogokat jelzi, nem szolgál a cikkben szereplő információk forrásmegjelöléseként.